# HungaroControl Magyar Légiforgalmi Szolgálat Zrt.
A  HungaroControl Magyar Légiforgalmi Szolgálat Zrt. (angolul: HungaroControl Hungarian Air Navigation Services Pte. Ltd. Co.), röviden HungaroControl a légi navigációs szolgáltatásokat ellátó, zártkörűen működő részvénytársasági formában tevékenykedő vállalat. Tulajdonosa 2022. február 15-től az N7 Holding Védelmi Ipari Innovációs Zrt.

## Tevékenységi köre
- légiforgalmi szolgáltatásokat nyújt a magyar légtérben, továbbá a NATO felkérése alapján a Koszovó feletti magas légtérben;
- végzi a légiforgalmi szakszemélyzet képzését;
- léginavigációs kutatás-fejlesztéssel is foglalkozik.

## Története
Elődje, a  Légiforgalmi és Repülőtéri Igazgatóság (röviden: LRI) 1973-ban alakult meg. 2002. január 1-jével a költségvetési intézményként működő LRI-ről leválasztották és gazdasági társasággá alakították a légiforgalmi irányításhoz közvetlenül nem kapcsolódó feladatokat. A légtérfelügyelet, koordináció és a repülésirányítás állami feladatát pedig ettől kezdve a HungaroControl végzi.
(A 2011 óta Liszt Ferenc zeneszerző nevét viselő Budapest Ferihegy Nemzetközi Repülőtér üzemeltetése 2002 óta a Budapest Airport Zrt. profilja lett.)
A pestszentlőrinci Igló utca végén 2012-ben adták át a HungaroControl ANS III épületét, melynek belsőépítészeti tervezése az MCXVI Építészműterem Kft. nevéhez fűződik. A belsőépítész vezető tervező Szokolyai Gábor volt. 2017-2020 között megújult a közelkörzeti irányítás.
2017. július 30-án 4187 repülőgépet kezeltek a HungaroControl Magyar Légiforgalmi Szolgálat Zrt. munkatársai, ami új napi rekordnak számít. Aznap több mint 3000 repülőgép érintette a magyar légteret. A 2017-es nyáron havonta átlagosan 100 000 repülőjáratot kezeltek biztonságos módon a légiforgalmi irányítók.
Az állami tulajdonú, zártkörűen működő részvénytársasági formában tevékenykedő vállalatnál a tulajdonosi jogokat 2022. február 15-ig az Innovációs és Technológiai Minisztérium gyakorolta, majd a cég az N7 Holding Nemzeti Védelmi Ipari Innovációs Zrt. tulajdonába került.

## Külső hivatkozások
- Honlap
- Sajtóközlemény az alapítás 10. évfordulójáról